# Baraniki
Baraniki (en rus: Бараники) és un poble (un possiólok) de l'óblast de Rostov, a Rússia, que en el cens del 2010 tenia 873 habitants, pertany al municipi de Iekaterínovka.